# Brian Kirkham
Brian Kirkham (né le 1er janvier 1986 à Port Augusta) est un coureur cycliste australien, spécialiste du BMX.

## Palmarès en BMX

### Jeux olympiques
- Londres 2012
  - Éliminé en quarts de finale du BMX

### Championnats du monde
- Copenhague 2011
  -  Médaillé de bronze du contre-la-montre en BMX
  - 5e du BMX

### Coupe du monde
- 2009 : 31e du classement général
- 2010 : 38e du classement général
- 2011 : 14e du classement général
- 2012 : 6e du classement général

### Championnats d'Océanie
- Pukekohe 2011
  -  Médaillé de bronze du BMX
- Nerang 2012
  -  Champion d'Océanie de BMX

### Championnats d'Europe
- 2011-2012 : vainqueur des deux manches de Courtrai

### Championnats d'Australie
- 2012
  -  Champion d'Australie de BMX